# 南海50000系電車
南海50000系電車（なんかい50000けいでんしゃ）は南海電気鉄道の特急形車両。6両編成×6本の36両が在籍している。

## 概要
1994年（平成6年）9月4日の関西国際空港開港に伴い誕生した空港線特急の「ラピート」運行開始にあわせて、6両編成×6本の計36両が製造された。
従来の鉄道車両とは一線を画した斬新なデザインが話題を呼び、1995年（平成7年）に南海の車両としては初めて鉄道友の会ブルーリボン賞を受賞している。

### 開発の経緯
1994年（平成6年）9月に関西国際空港（以下「関西空港」）の開港が決まり、関西空港から最も近いターミナル駅である難波駅に発着する南海電気鉄道（以下「南海」）も空港アクセス鉄道としての役割を果たすことになり、空港アクセスの基幹となる特急列車の運行を行うこととした。
1991年（平成3年）時点では11000系のような車両を空港特急に投入するつもりだったようだが、翌年の1992年（平成4年）になると急に方向を変えたことになる。この新特急車両は関西の新しい発展に相応しいと同時に、南海のイメージリーダー車両として企業イメージを牽引する存在と位置づけたため、プランナーとして都市計画家の小田靖弘、車両デザインは建築家の若林広幸に依頼し、1992年（平成4年）春頃から車両製造メーカーである東急車輛製造と南海の4者共同で開発が行われた。

### コンセプト
車両を単なる移動空間として扱わず、「もてなしの心に満ちた空間でなくてはならない」という発想の下、車両全体に対して「アクセスロビー」というテーマを設けた。その上で、エクステリアではダンディ・粋・端正・信頼感・躍動感を具現化、インテリアはエレガンス・洗練・美的・華やか・豊かさ・ゆとりを具現化することを目指し、車両全体のデザインコンセプトとして「ダンディ&エレガンス」が導き出された。
難波駅と関西空港駅を最短29分で結ぶ高速性能を、また航空旅客に対しては利便と居住性を追求した。さらに、航空便のチェックイン業務と航空手荷物の預託業務を行う大阪シティエアターミナル（なんばOCAT）が南海難波駅構内に設置されることになったため、これに対応した荷物室の設置も行うこととした。

## 車体
基本構造は普通鋼製とし、車体長は他の南海の車両と同様に20,000 mm（全長20,500 mm）としたが、先頭車では車体長を21,500 mm（全長21,750 mm）とした。また、それまでの南海の車両の車体幅は最大でも2,744 mmであったが、当時は車両限界が拡大されており、本形式では居住性の向上を図る目的で2,850 mmとし、従来と比較して100 mm以上の大幅な拡大を行った。
出入口は各車両とも1箇所で、奇数号車では難波寄り、偶数号車では関西空港寄りに配置した。遮音性と気密性を向上するとともに車体外板との段差を解消するためプラグドアを採用したほか、扉本体については軽量化のためにペーパーハニカム構造とし、内外ともアルミニウム合金製とした。また、日本人よりも体格の大きな日本国外からの旅行者や大型手荷物の携行、さらに車椅子での利用にも考慮し、各扉とも幅1,000 mmとした上で高さは1,900 mmを確保した。扉開閉は空気式であるが、車速信号作動式のメカニカルロック装置を設けており、走行中に空気源が喪失してもドアロックが維持される。
客席部分の車両断面は楕円にする予定だったが、整備工場には従来の四角い車両に合わせた通路しかなく、楕円だとすき間ができ、車両上部の点検が危険という理由で四角形に変更され、四角形と楕円を繋ぐような形状となった。

### エクステリア
先頭形状は、斬新でダイナミックなデザインとし、スピード感と力強さを表現するため、従来の枠にとらわれない「レトロフューチャー」という発想を原点とした上で、ハイテクなイメージを抑え、鉄道車両本来の重量感を重視することで海外に飛び立つ躍動感を表現するとともに航空機の流線型のイメージと重ね合わせ、見る人に感動を与えるフォルムとすることを狙った。初期にはもっと鋭角なデザイン案が提示されていたが、これでは運転中に「前が見えない」という意見が出ていたこともあり、以後は車両限界などとの相談の上、最終的なデザインが決められていった。
正面の灯火類（前照灯・標識灯・尾灯）は先頭部の側壁にフィンを設け、その中に埋め込む様式とした上で、ライトから続くように砲弾型の飾りを入れた。正面窓には、センターピラー（飾り角）を設けたほか、スカートには飾りナットを配置した。その本数は製造費用との相談の上、決めていた。正面窓のガラスは2次曲面ガラスで、当初の計画では3次曲面ガラスを採用する予定だったが、「3次曲面ではレンズ効果が発生し、運転席からの距離感が狂う」と、運転士から意見が入り、断念している。
側面窓は列車と航空機のイメージを融合させ、空港特急としてシンボル性を強調するために、全て楕円形とした。一部の窓に楕円形の窓が使用された前例はあるが、ほぼ全ての窓を楕円形で統一した車両は、日本では本形式が初めてとなる。グレーの複層ガラスを使用し、シートピッチにあわせたユニット構造とした。また、楕円形は窓ガラスにとどまらず、車内外の各所に共通のエレメントとして使用されている。
外部塗色は、海上から空へ飛び立つという関西空港の特徴を表現するため、空と海のきらめき感を表現することを狙った深みのある色合いとした濃紺色とした「ラピートブルー」を採用しており、鉄道車両ではあまり使用されることがない雲母入り塗料を使用している。屋根上のFRP製クーラーキセについてもブルーで統一している。
各車両には号車番号表示、列車種別表示器、行先表示器を設置したほか、スーパーシート車側面にはスーパーシートのロゴマークを、先頭車側面には「rapi:t」のロゴマークを取り付けた。

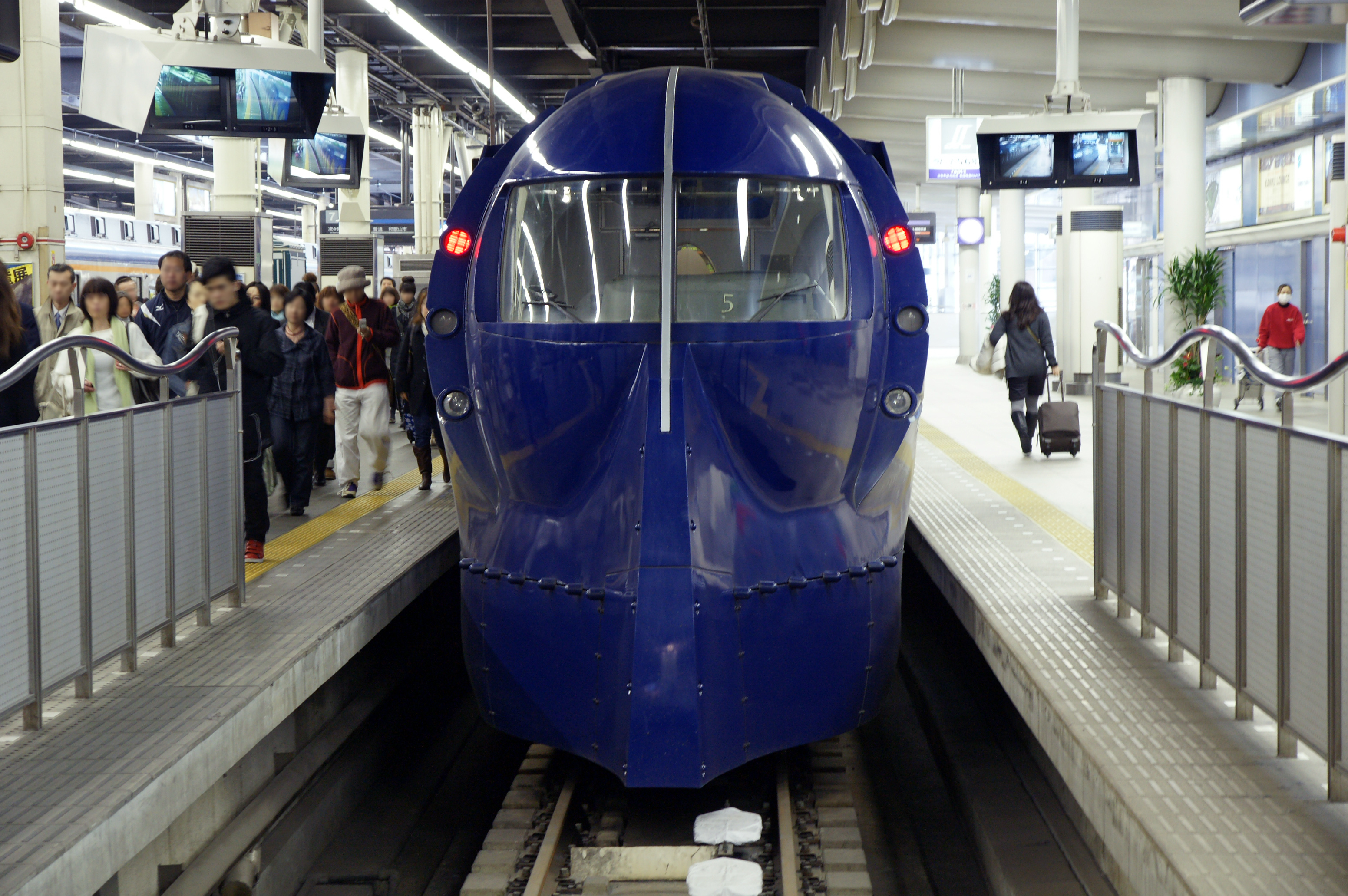
特徴的な先頭形状 （前面）
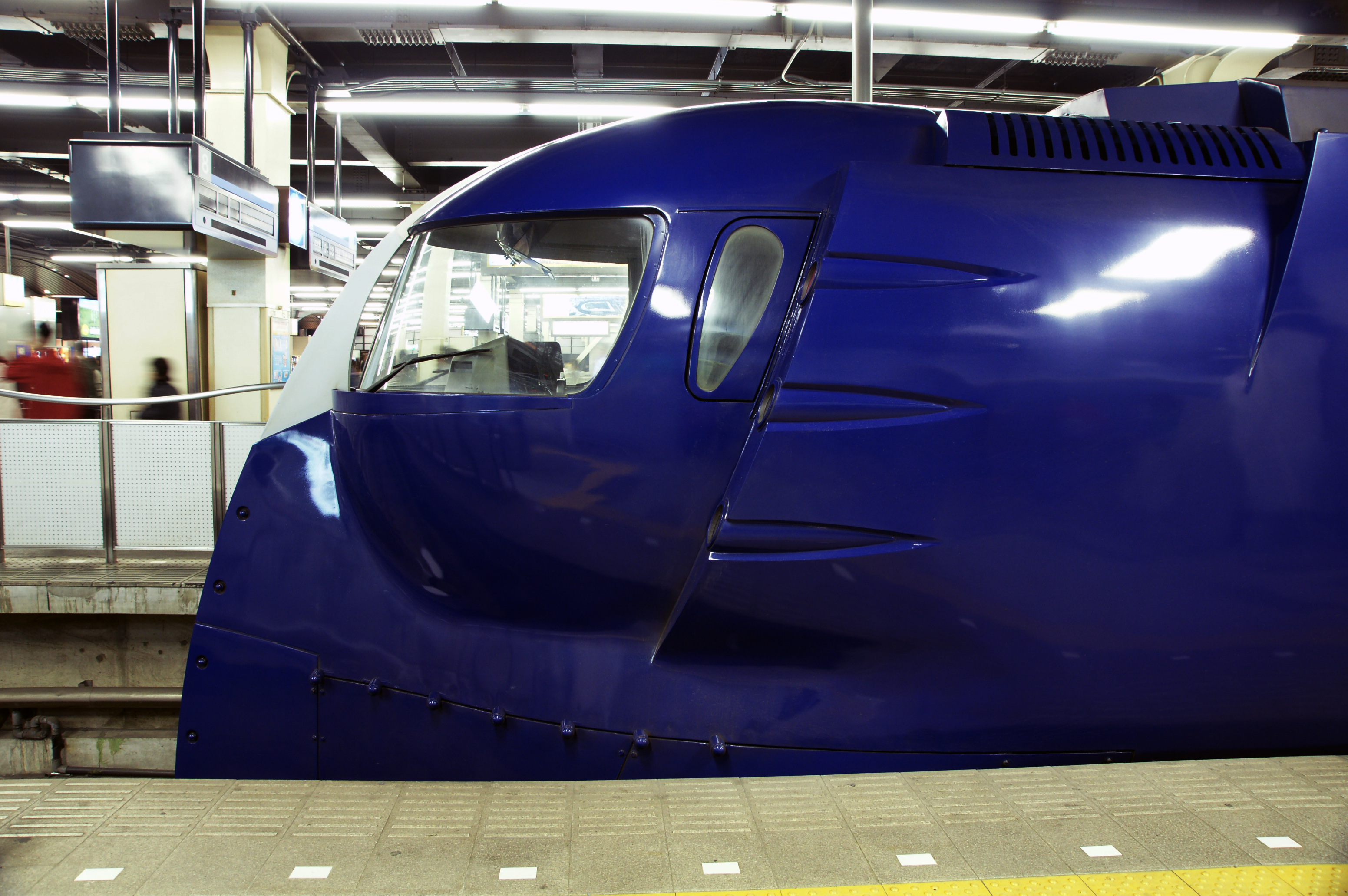
特徴的な先頭形状 （側面）
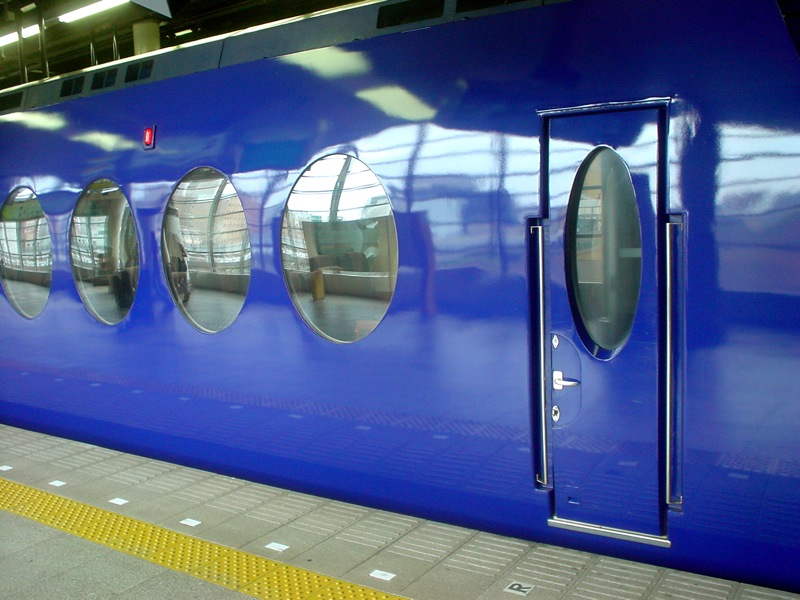
側面窓は楕円形

## 車内設備

### 客室
客室はレギュラーシート車・スーパーシート車とも開放型客室となっている。
客室と出入台（デッキ）の間には上下2段の荷物置き場を設置した。出入台から荷物置き場の間には仕切り壁を設け、幅1,090 mmの両開き自動扉を設置した。仕切り扉には楕円形の曇りガラスを設け、中央で2分割されるようにした。荷物置き場と客室の間には半楕円形状の仕切りを設けているが、ここはオープンタイプとして仕切り扉は設けていないため、客室内から荷物置き場を直接目視することが可能である。この箇所の通路幅は900 mmである。
客室内は天井を床面から2,360 mmとし、荷物棚も含めた天井形状は半楕円形とした。客室内照明は光の円柱をイメージしたアクリル製円筒型の直接照明を車内天井の中央から吊り下げたほか、側面窓上方の荷物棚の部分に設置した間接照明を併用し、さらに電球色の蛍光灯を採用することで、落ち着きとやすらぎのある車内空間を演出することを図った。客室内の配色は、窓枠の下辺より上部をサーモンピンク系とし、窓の下部壁面と妻壁面、床、座席の肘掛については木目調とした。
座席上の荷物棚はハットラック式と呼ばれる、旅客機と同様に蓋を設置した方式とした。ハットラックの把手は楕円形である。側面窓の日よけについてはグレーのロールアップカーテンを採用した。
車内表示器は、モニター装置の指令により表示変換器が側面表示・車内表示器を制御する、1000系および11000系で実績のあるLED方式が採用されている。車内表示器は客室内仕切りの通路上に設置され、国際空港へのアクセス特急という見地から2段式として、上段に和文、下段に英文が表示される方式とした。
2007年（平成19年）にはデッキも含めて禁煙となったため、全ての灰皿が撤去された。

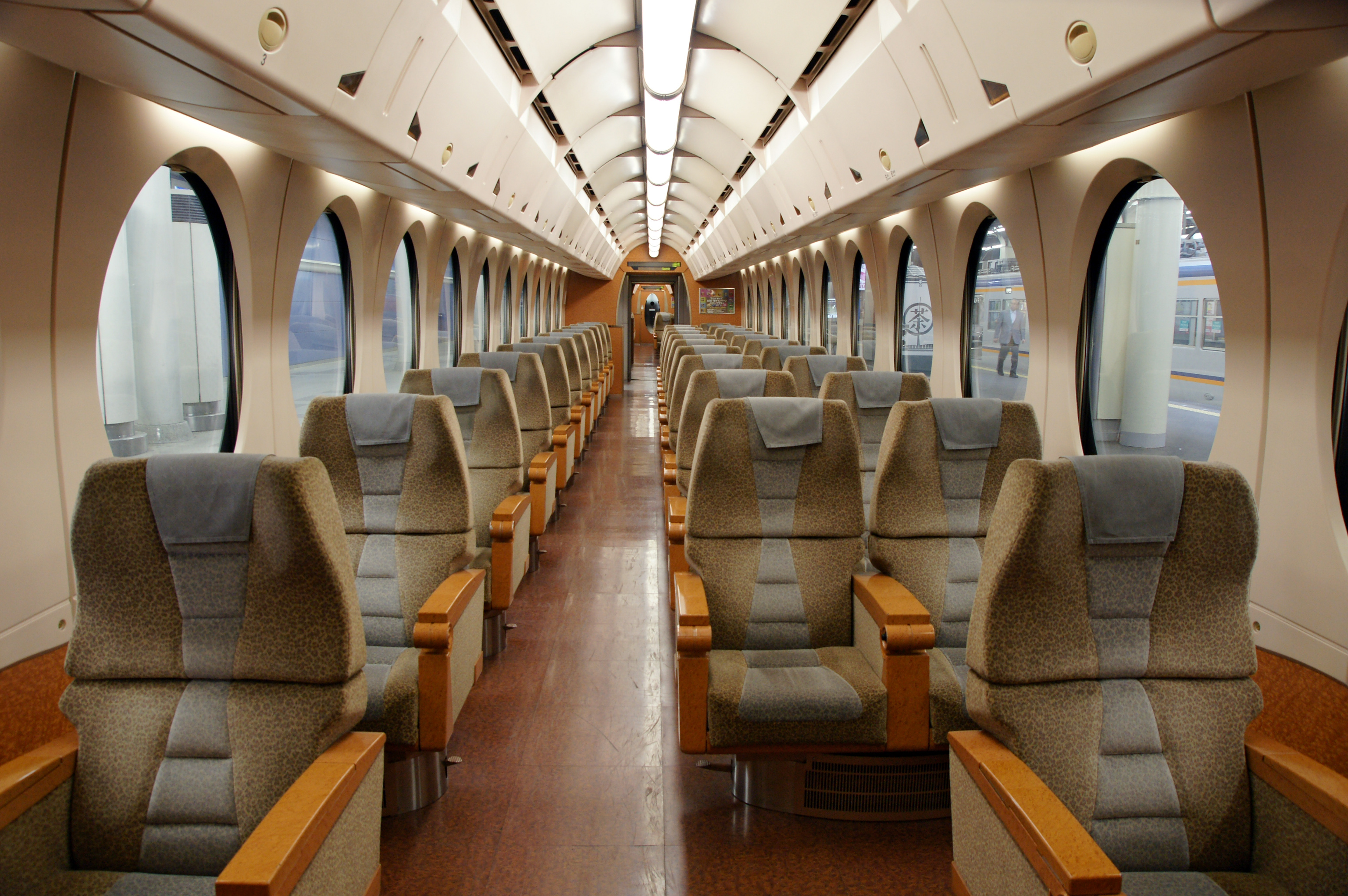
スーパーシート車車内
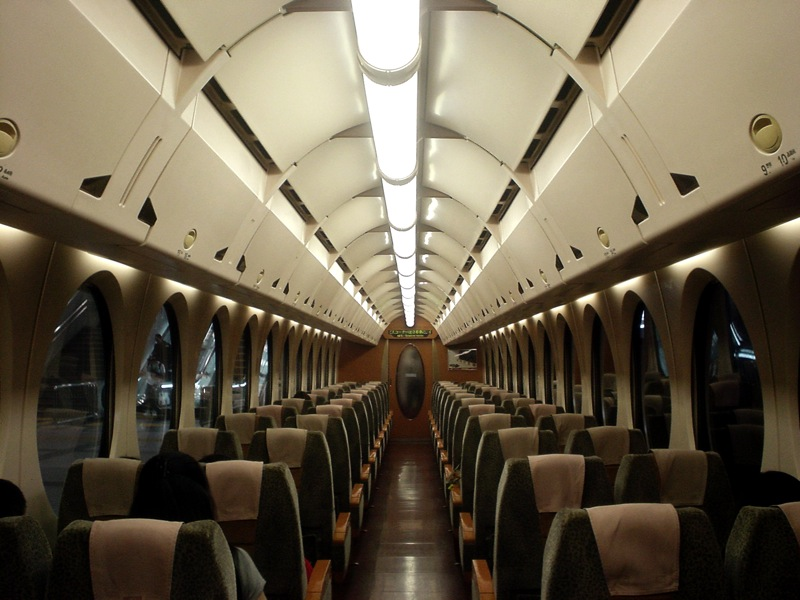
レギュラーシート車車内
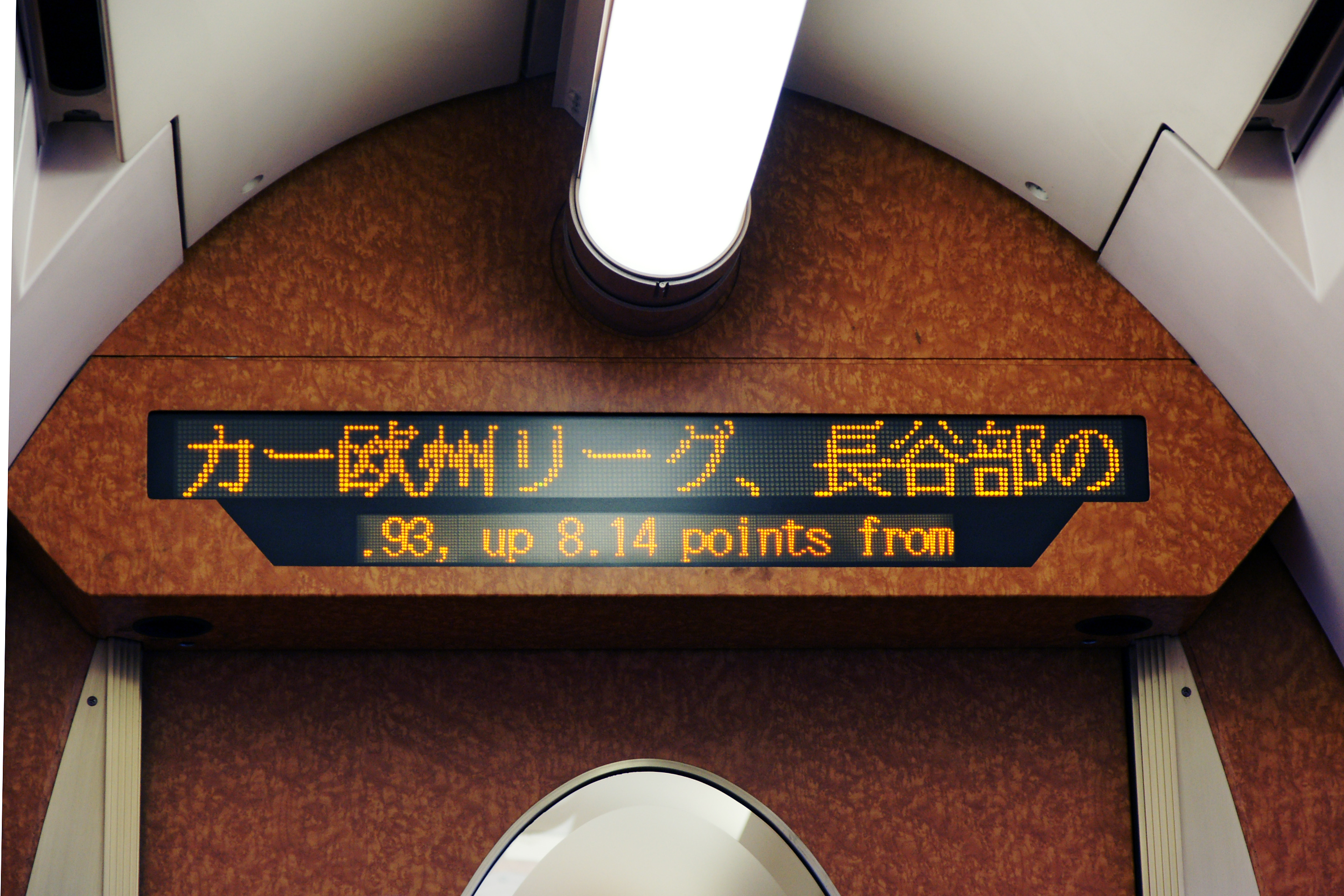
通路上に設置された車内表示器

#### 座席
座席については、レギュラーシート車は両側2人がけ、スーパーシート車では1人がけと2人がけを組み合わせた回転式リクライニングシートとした。座席の脚台は楕円形として、足元の空間を極力広くすることを狙い、フットレスト（足置き台）は設置せず、足元へ荷物を置きやすくすることを図った。座席肘掛には楕円形の収納式テーブルを組み込んだ。客室内は当初より禁煙のため、灰皿は設けられていない。
レギュラーシート車は座席間隔（シートピッチ）を1,030 mmで設定し、座席の有効幅は460 mmとした。座席表地はサーモンピンクとグレーのキルティング縫製で、枕カバーはブラウン系の配色とした。スーパーシート車では座席間隔を1,200 mmに設定し、座席の有効幅は1人がけを480 mm、2人がけでは485mmとした。座席表地はキャメル色とグレーのキルティング縫製で、ヘッドカバーはグレーとする配色が採用された。

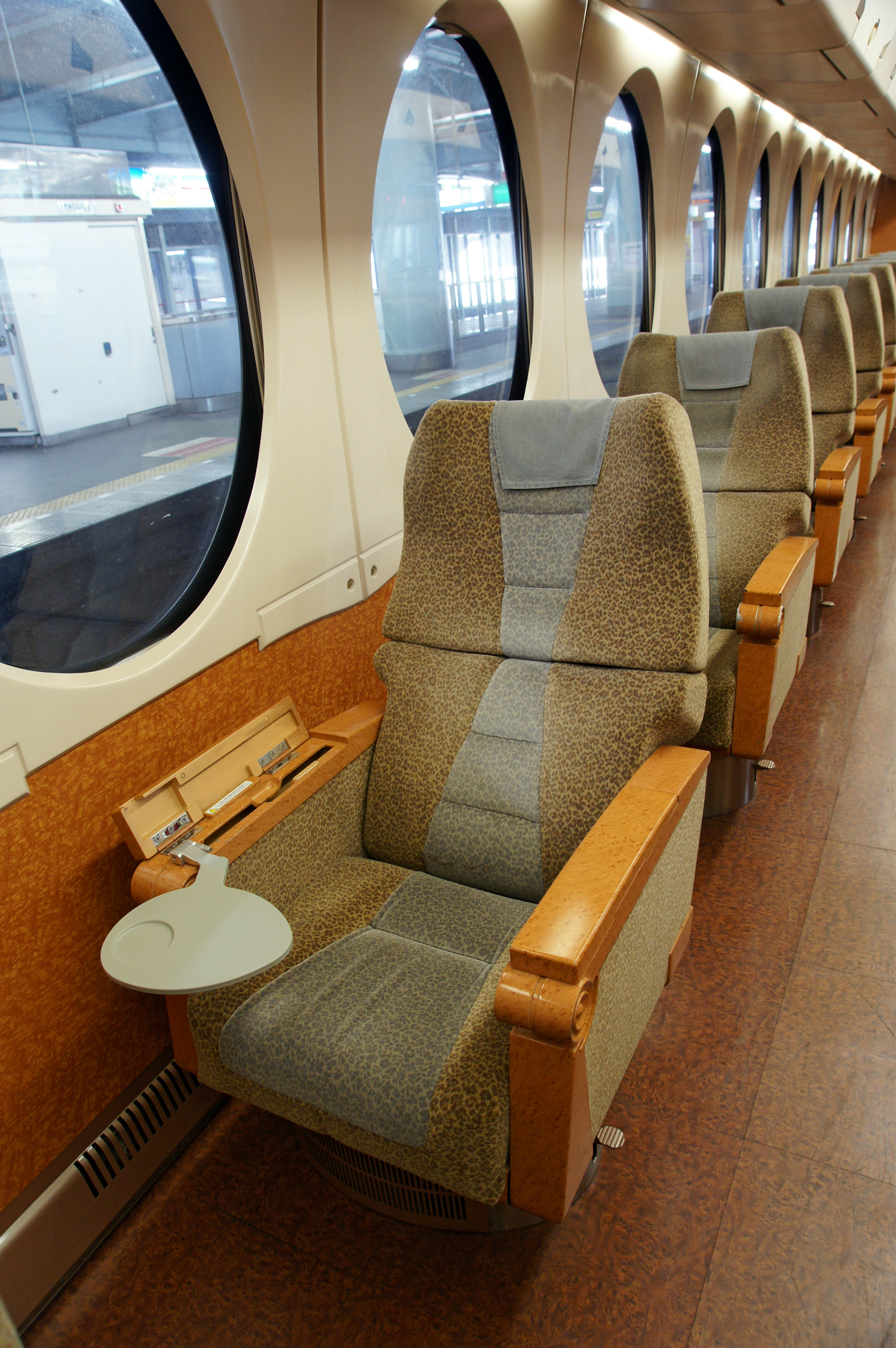
スーパーシートの座席 （収納式テーブル展開中）

#### 出入台等
出入台は空港特急のエントランス部と位置づけられるため、視覚的なイメージと連鎖してグレード感と快適性を高めることを図って、「SSD」と呼ばれる音響デザインを導入した。「SSD」はSound Space Designの略で、音以外の要素との調和を意図した音を創作することで、快適な印象とサイン性を提供する意図がある。また、運行開始当初は喫煙コーナーとしても機能することとなったため、灰皿と換気扇を設置した。
1号車・3号車・6号車には当初は出入台部にカード式公衆電話が設置されていたが、現在は撤去されている。
6号車の出入台にはサービスカウンターを設置した。サービスカウンターは楕円形のカウンターテーブルを設置し、カウンター内にはアテンダントが使用するための放送装置やパンフレットラック、スーパーシート利用者へサービスするためのソフトドリンク用冷蔵庫を設けたほか、物品収納棚、業務用ゴミ箱を配置した。また、緊急時の連結装置もサービスカウンター内に収納されている。
3号車では自動販売機を設置したほか、車内用の折畳み式車椅子を収納した。

#### CAT荷物室
4号車の難波側車端部には、なんばCATでチェックインした旅客の荷物を託送するための荷物室を設置した。この荷物室はスーツケース12個程度が積載されたカートを4台まで収納可能で、車内通路を挟んだ両側に設置された。車内通路とはシャッターで区切られ、車外には専用の荷物扱い用扉が設けられた。車外の荷物扉は連結面に設置された専用のドアスイッチにより開閉する。荷物扉・シャッターともに荷物扱い担当者が専用のキーを使用しないと開閉できない。なんばCATは2001年（平成13年）に閉鎖されたため、その後はCAT荷物室は使用されていない。

#### 乗務員室
乗務員室は乗務員の居住性・操作性・視認性を重視した結果、室内では床高さを480 mm高くした運転室部分と、客室やホームと同レベルの車掌室に分離されている。運転室と車掌室を結ぶ通路階段の両脇には各種機器を収容するため機器キセを設けた。この機器キセには、非常時に駅のホーム以外でも側面出入口から脱出するための非常用はしごも搭載した。
運転台については、基本的には1000系と同様の計器盤を採用し、主幹制御器についても、1000系と同様の2ハンドル方式である。

#### その他設備
3号車の客室内には車椅子スペースを設け、車内移動を考慮して車内移動用の折畳み式車椅子も用意した。
連結面部分については、見付けの向上と走行音の低減の意味で化粧パネル幌を採用した。ただし、4号車と5号車の間については設置していない。

## 主要機器
制御方式は、1000系および2000系で実績のあるPWM形VVVF（可変電圧・可変周波数）インバータ制御方式が採用された。主変換素子に4,500 V・2,500 Aの高耐圧・大電流仕様のGTOサイリスタを使用している。このインバータ装置については小型・軽量化と保安度の向上を図るため、低損失Δ-Cスナバ回路の採用や、フィルタリアクトルの小型化、限流抵抗器の省略など、種々の方策がとられている。また、全デジタル制御による高速かつ高精度な制御を行う回路構成として、乗り心地と安全性の向上も図られているほか、特急列車としての運転に適応するために定速運転機能も設けた。1基の制御装置でかご形三相誘導電動機4台の制御を行う。
主電動機は、出力180 kwの丸型枠保護型自己通風式かご形三相誘導電動機を採用した。100 km/h以上でも十分な加速力が実現でき、130 km/hでの運転も可能な容量を確保した。駆動装置はたわみ板継手式平行カルダン（TD平行カルダン駆動方式）を採用した。
ブレーキ装置は回生ブレーキ併用全電気指令式電磁直通ブレーキで、回生ブレーキの使用時には遅れ込め制御により、ほぼ全車両のブレーキ力の負担を可能とした。なお、本系列では定速運転機能が装備されたため、他の車系に標準装備されている抑速ブレーキを搭載しない。
台車は、枕梁を省略したSU形ミンデン式のボルスタレス台車で、基礎ブレーキ装置についてはユニットブレーキを採用し、重量の軽減と保守の簡易化、さらに機械効率の向上を図った。
集電装置（パンタグラフ）は2号車と5号車に、下枠交差形パンタグラフを各車とも2基設置した。
補助電源装置は1号車と6号車に140 kVAの静止形インバータ（SIV）を搭載し、自車を含む3両分の給電を行う。相互にバックアップ機能を有し、異常が生じた場合は正常に動作している装置から重要負荷分の給電が行われる。
空調装置については、プログラマブルコントローラーを用いて、それぞれの場所に応じて個別に空調制御が可能となっている。乗務員室の列車モニター装置から空調指令を行うと、各車両の床下に装備された冷暖房制御器によって制御される。冷房装置は1台あたり12.3 kW（毎時10,500 kcal）の能力を有するユニットクーラーを各車両とも3台搭載した集約分散式で、容量3.2 kWのシーズヒーターを内蔵している。暖房装置については各車両の座席下脚台にシーズヒーターを2台ずつ設置しているが、スーパーシート車では座席数自体が少ないため、側面窓の下に埋め込み式のシーズヒーターを設けている。また、出入り台と便所には温風式暖房装置を設けた。
。

## 形式
6両固定編成で、旅客案内上では関西空港行きの列車での先頭車が1号車となる。
- 1号車：クハ50701形（制御車・Tc2・38.4 t）- 定員44人・レギュラーシート
- 2号車：モハ50201形（電動車・M3・38.0 t）- 定員60人・レギュラーシート
- 3号車：サハ50601形（付随車・T1・36.5 t）- 定員46人・レギュラーシート・便所・自動販売機・車椅子スペース
- 4号車：モハ50101形（電動車・M2・38.0 t）- 定員48人・レギュラーシート・CAT荷物室
- 5号車：モハ50001形（電動車・M1・37.0 t）- 定員31人・スーパーシート・便所
- 6号車：クハ50501形（制御車・Tc1・38.0 t）- 定員23人・スーパーシート

## 改造工事

### 機器更新
製造から20年が経過したため、使用年限延伸を図るべく、多言語対応などの車内設備の改修を含めた機器更新が2015年（平成27年）より開始された。最初に第1編成が同年4月に工事を完了し、6月には営業運転に復帰した。2016年（平成28年）に第3編成と第5編成、2017年（平成29年）に第2編成と第6編成、2018年（平成30年）に第4編成がそれぞれ出場し、全編成の工事が完了した。
施工内容は以下の通りである。
- 制御装置をIGBT素子に更新。
- 静止形インバータをIGBT素子に更新。
- 列車種別・行先表示器のフルカラーLEDパネル化（漢字・ひらがな・英語・中国語・韓国語を表示）。
- 車内案内表示器を4カ国語（日本語・英語・中国語・韓国語）対応のLCDに更新。
- 自動放送装置を2カ国語（日本語・英語）から4カ国語対応に更新。
- 座席モケットの変更。
- 客室内の床材をカーペットに変更。
- 客室内照明を電球色LED照明に交換。
- クハ50501形（6号車）のサービスカウンターを撤去。
- 回転盤より上部の座席設備を新形状のものに更新（2018年以降、追加で施工）。

座席設備の更新では、従来のインアームテーブルの代わりに背面テーブルが新設された。また、スーパーシートには新たに枕状のヘッドレストが装備された。

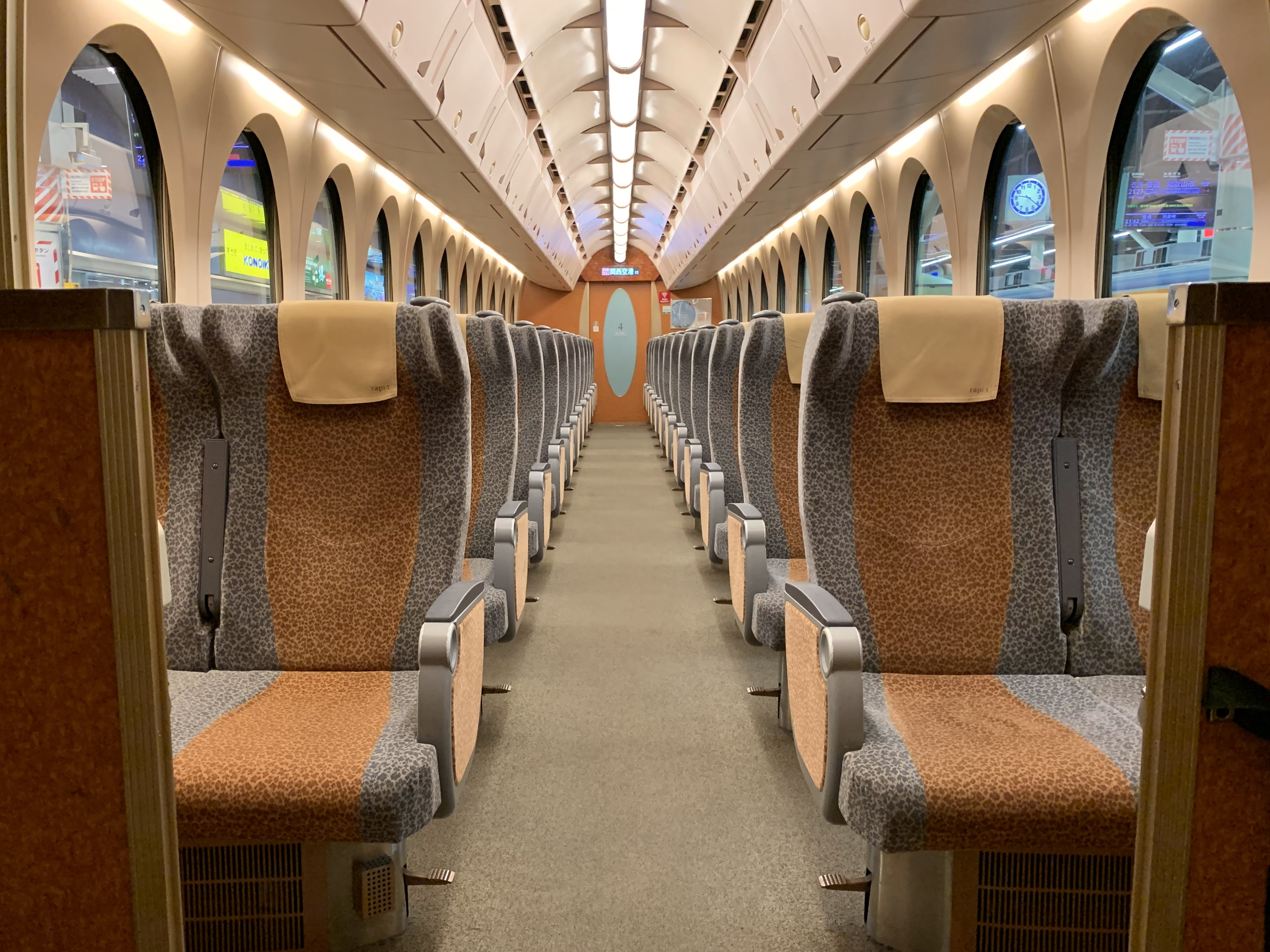
機器更新車のレギュラーシート車内 （座席設備更新後）
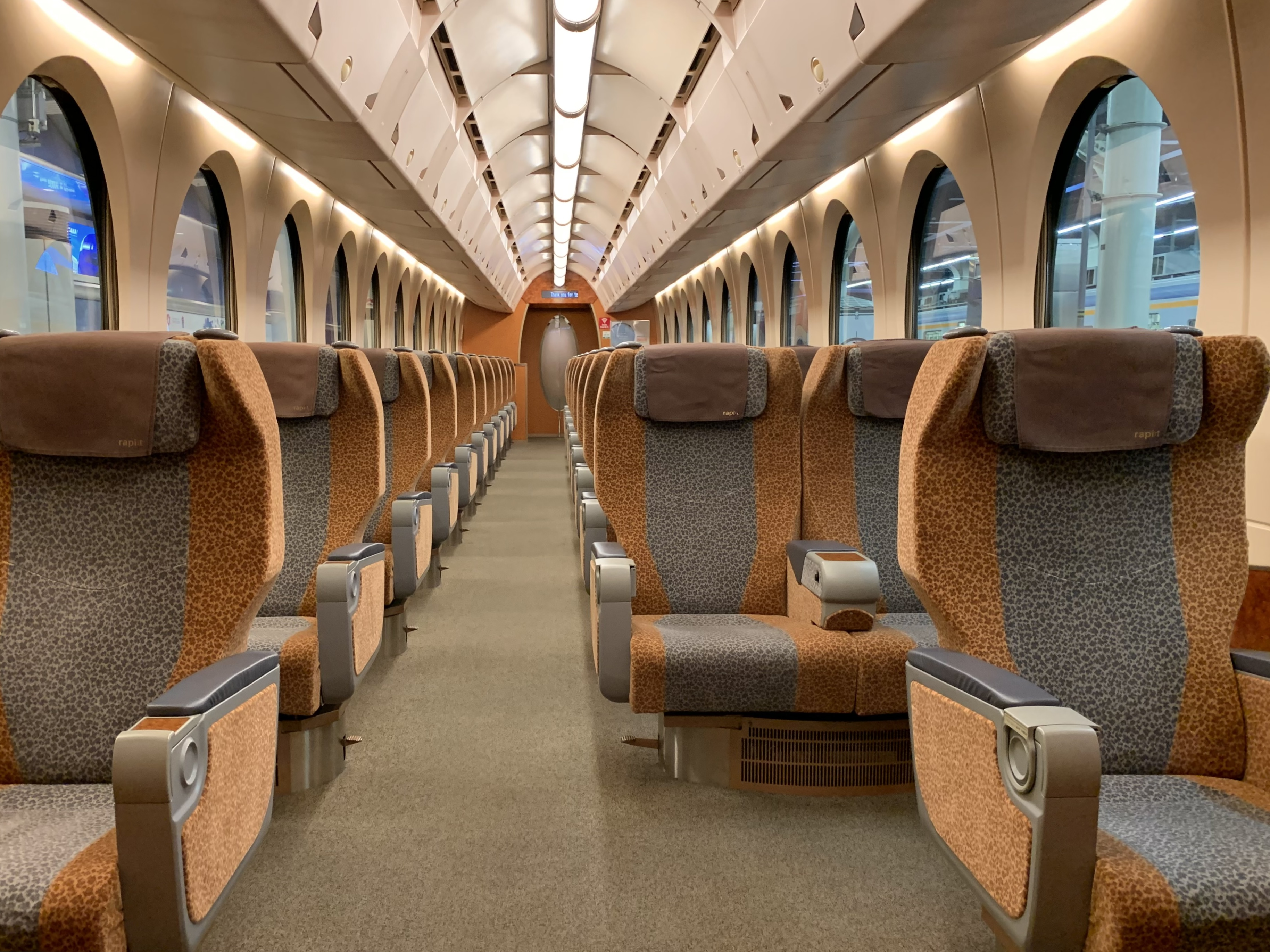
機器更新車のスーパーシート車内 （座席設備更新後）
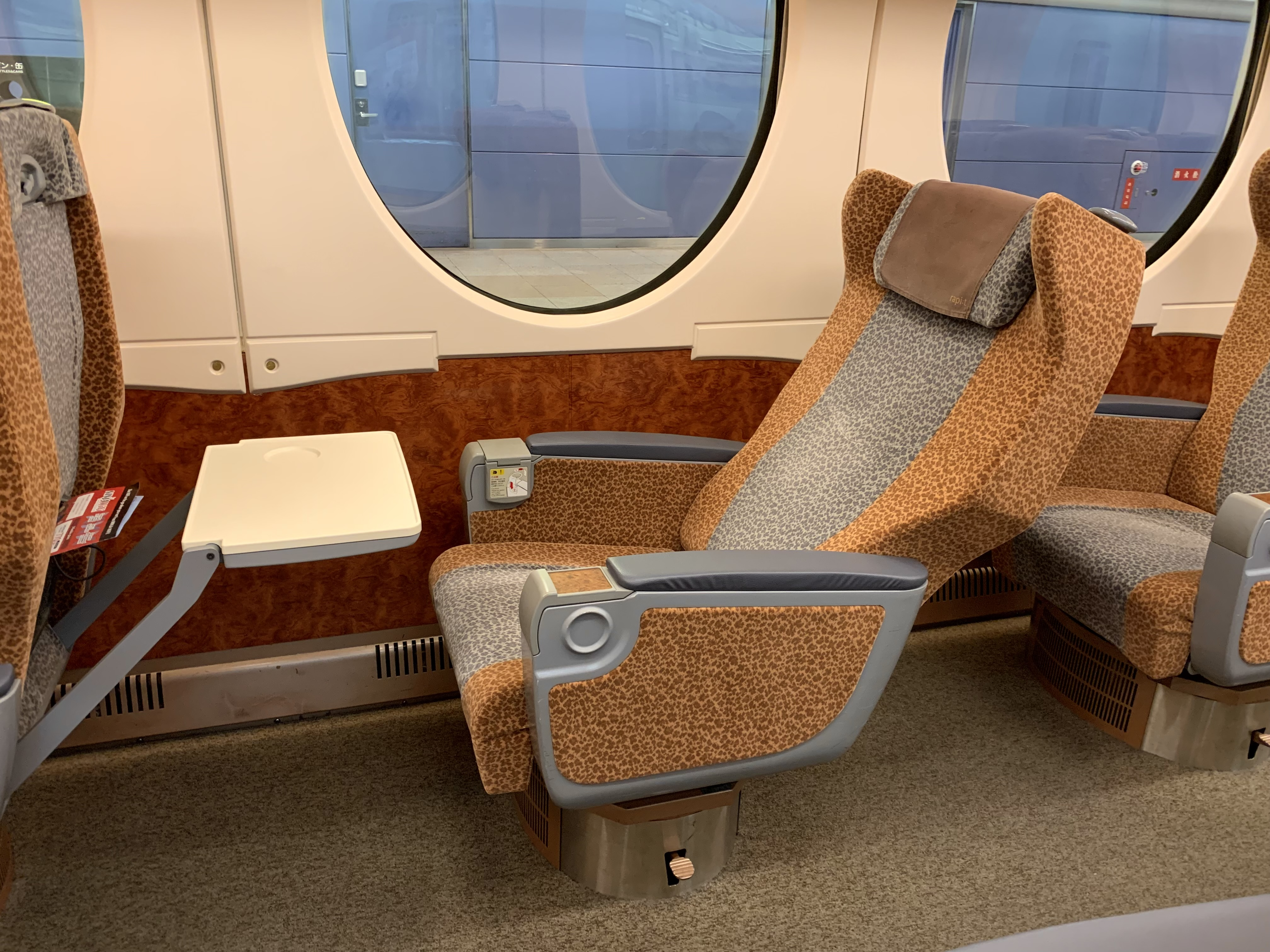
座席設備更新後のスーパーシート
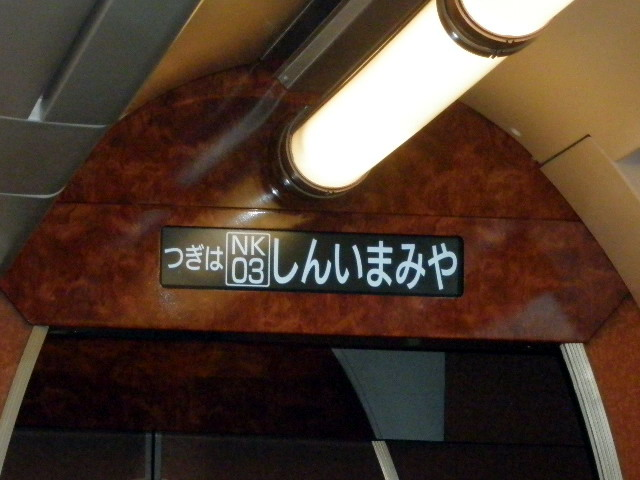
LCD式車内案内表示器

### 電動台車置換え

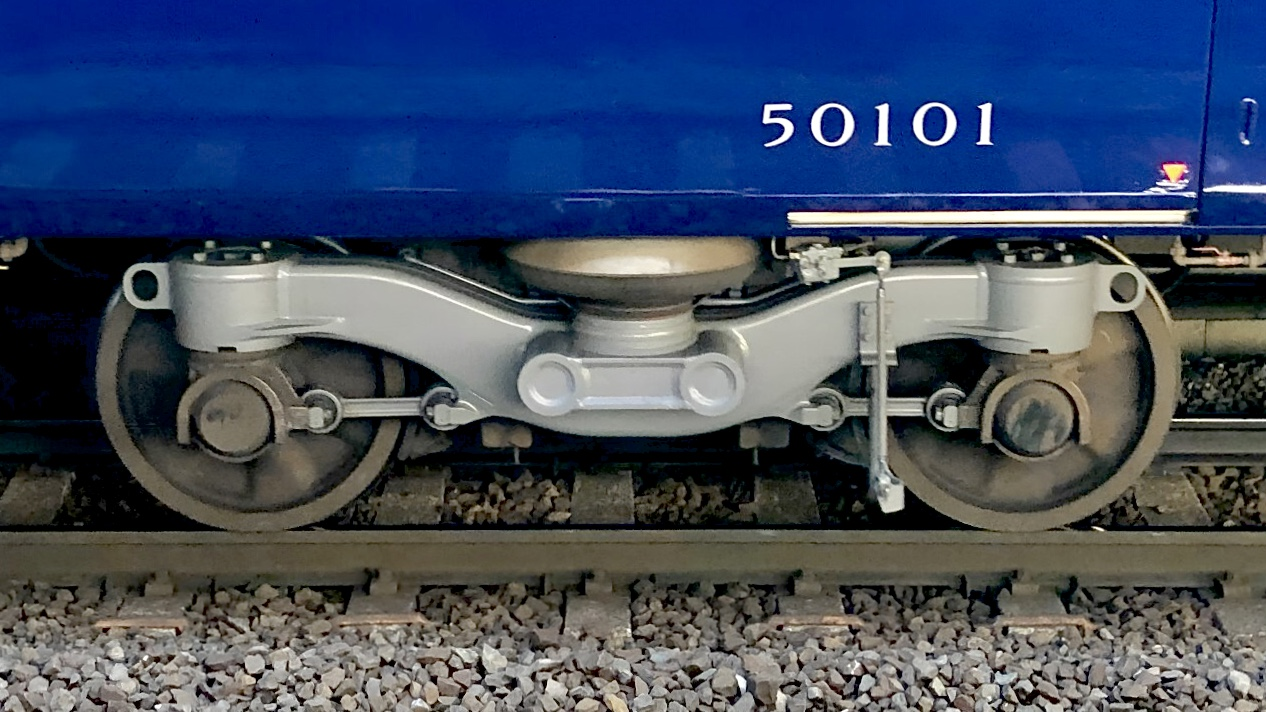
新造されたSS-189M形台車

2019年（令和元年）8月23日、難波発関西空港行き「ラピートβ」41号の車内で異音が発生した。入庫後の24日未明に床下点検を行ったところ、関西空港方から2両目の台車の主電動機付近で14 cmに達する亀裂が確認された。これにより運輸安全委員会より重大インシデントに認定された。26日までに実施した緊急検査で他の編成からも台車の亀裂が確認された。
本件を受け、2021年（令和3年）度中に電動台車（SS-189M形）を新製し、順次置換えを行った。構造は8300系の台車に近似したモノリンク式に変更されているが、ユニットブレーキ、主電動機、駆動装置等は従来品をそのまま使用している。

### その他の小改造
- 1995年（平成7年）3月から4月にかけて、全台車にヨーダンパを設置し乗り心地の改善を図った[16]。なお後年撤去され、台車枠側梁の取付座のみ残されている。
- 2010年（平成22年）頃、本系列の1両にシャープの空気清浄装置プラズマクラスターイオン発生機を試験搭載し、現車における有効性の確認を行った[17]。この結果をもとに、2011年（平成23年）導入の12000系への本格採用が決定された。
- 2014年（平成24年）以降、前照灯が順次LEDに換装された[18]。
- 2016年（平成28年）以降、デッキ部に車内防犯カメラが設置された[18]。
- 2024年（令和6年）8月から「ラピート」運行開始30周年を記念し、座席のヘッドカバーデザインがリニューアルされた[19]

## ラッピング・特別塗装車

### ラッピング編成
2004年（平成16年）2月より当形式においてラッピング広告の受付が開始され、以下の編成がラッピング編成となっている。
※：運行終了
| ラッピング                                                | 対象編成         | 期間                           |
| --------------------------------------------------------- | ---------------- | ------------------------------ |
| ※ オムロン                                                | 第6編成・第1編成 | 2005年3月1日 - 2007年3月       |
| ※ 関西国際空港第2滑走路オープンPRラッピング               | 第4編成          | 2007年1月31日 - 9月            |
| ※ NTTドコモ                                               | 第3編成          | 2007年4月1日 -                 |
| ※ 桃園メトロ相互連携PRラッピング                          | 第3編成          | 2018年2月20日 - 8月末          |
| ※「空港特急 ラピート万博誘致号」                          | 第4編成          | 2018年2月26日 - 2019年8月23日  |
| ※「ようこそ大阪・関西へ！ウェルカムラピート」             | 第6編成          | 2018年10月19日 - 約半年間      |
| ※「泉佐野市70周年×キン肉マン40周年 友情タッグラピート」   | 第6編成          | 2019年3月23日 - 2020年4月7日   |
| ※「劇場版 Fate/Grand Order 神聖円卓領域キャメロット」装飾 | 第1編成          | 2020年11月21日 - 2021年春      |
| ※ すみっコぐらしラッピング                                | 第5編成          | 2021年8月7日 - 12月末          |
| ※「SEVENTEEN THE CITY Nankai rapi:t」                     | 第5編成          | 2022年10月27日 - 2023年4月17日 |
| 「MOBラピート」                                           | 第4編成          | 2024年3月14日 -                |
| ※セレッソ大阪×特急ラピート30周年記念ラッピング            | 第3編成          | 2024年4月8日 - 12月20日        |
| 「大阪・関西万博ラッピングラピート」                      | 第1編成          | 2024年4月13日 -                |
| 「Visit Malaysia 2026」ラッピング                         | 第2編成          | 2025年4月7日 -                 |
| 「PEANUTS×STARLUX」ラッピング                             | 第3編成          | 2025年6月29日 -                |

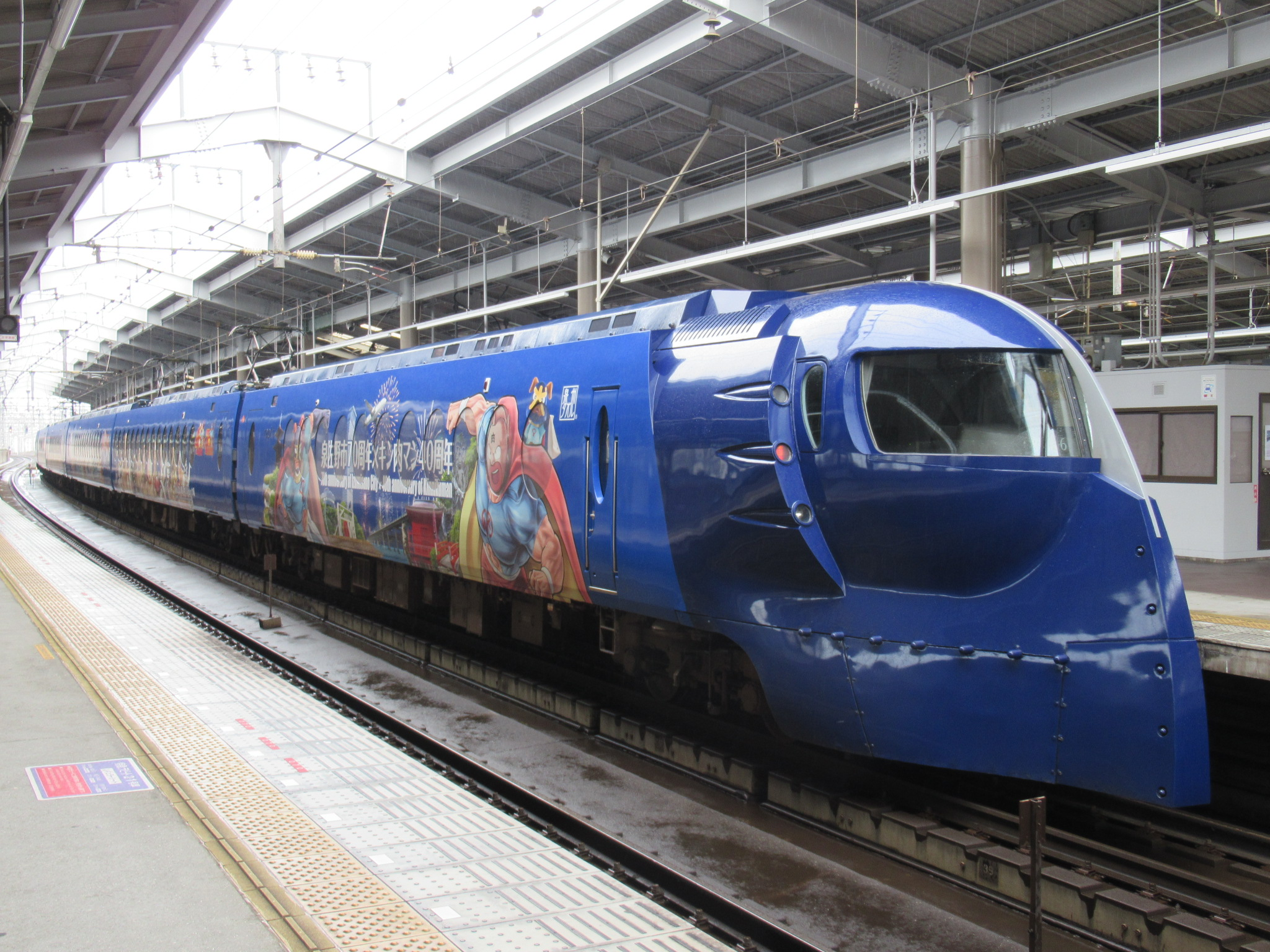
「泉佐野市70周年 × キン肉マン40周年 友情タッグラピート」

### 特別塗装
千代田工場にて塗装を変更し、その上から装飾ラッピングを施した編成。現在は全て運行を終了し、通常塗装に戻されている。
| ラッピング                                          | 対象編成 | 期間                          | 備考 |
| --------------------------------------------------- | -------- | ----------------------------- | --- |
| 赤い彗星の再来 特急ラピート ネオ・ジオン バージョン | 第2編成  | 2014年4月26日 - 同年6月30日   | ラピート20周年企画として「機動戦士ガンダムUC」とのタイアップにより、車体色をネオ・ジオンのイメージカラーであるワインレッドに変更。外観デザインの変更に加え、5号車は一部の内装も変更。                                                 |
| 出逢えたらラッキー Peach×ラピート ハッピーライナー  | 第5編成  | 2014年9月7日 - 2015年8月31日  | ラピート20周年企画として、関西空港を拠点とする格安航空会社Peach Aviationとタイアップ。車体色を同社保有エアバスA320と同じ藤色と白色のコンビネーションに変更。                                                                          |
| 特急ラピート 「スター・ウォーズ/フォースの覚醒」号  | 第5編成  | 2015年11月21日 - 2016年5月8日 | 映画『スター・ウォーズ/フォースの覚醒』とのコラボ企画として、車体色を「スターフィールド」をイメージした黒に変更の上、登場人物を各車両に配置。内装にも手を入れ、客室扉や客室通路などにキャラクターや「スターフィールド」をラッピング。 |

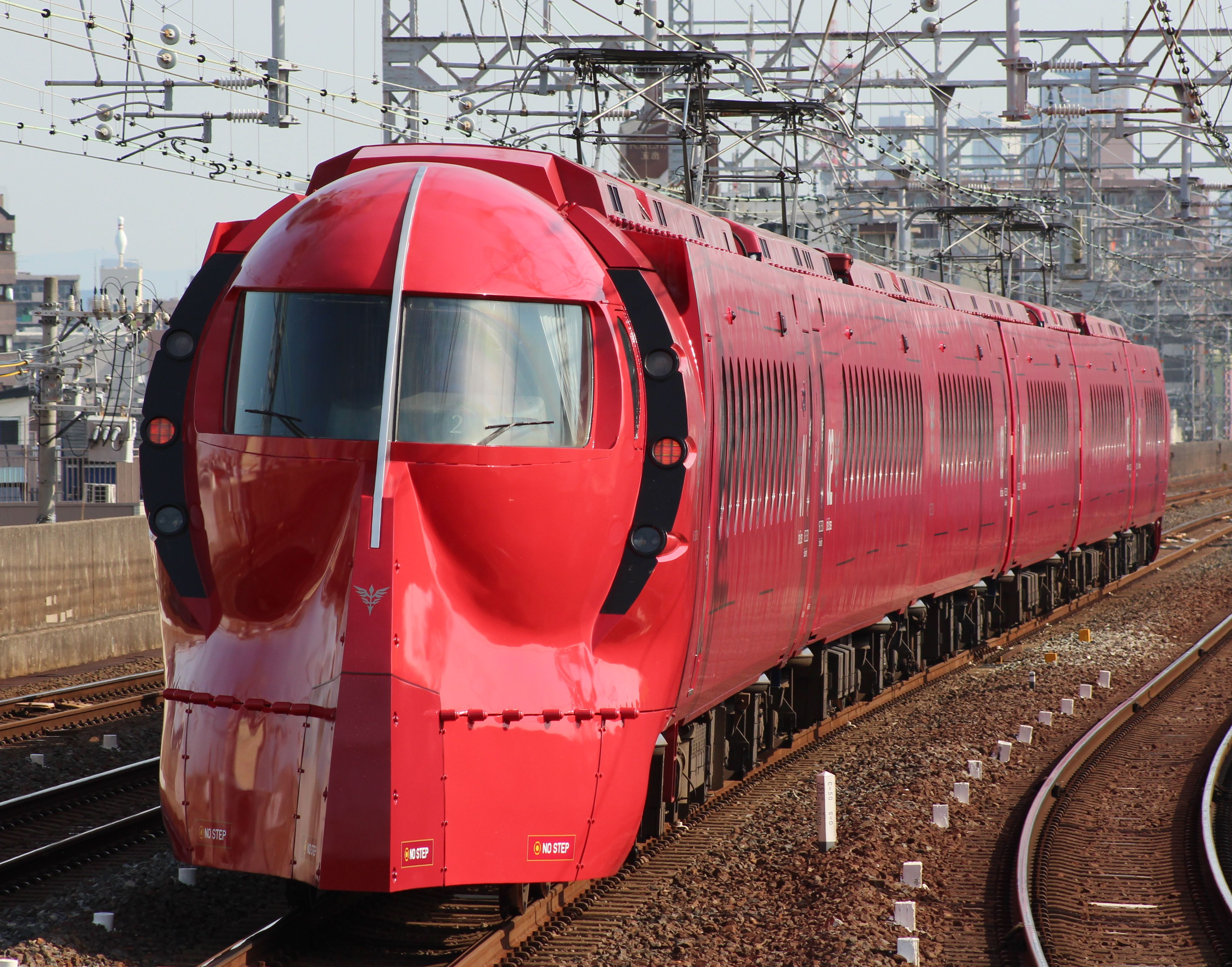
第2編成 ネオ・ジオン バージョン
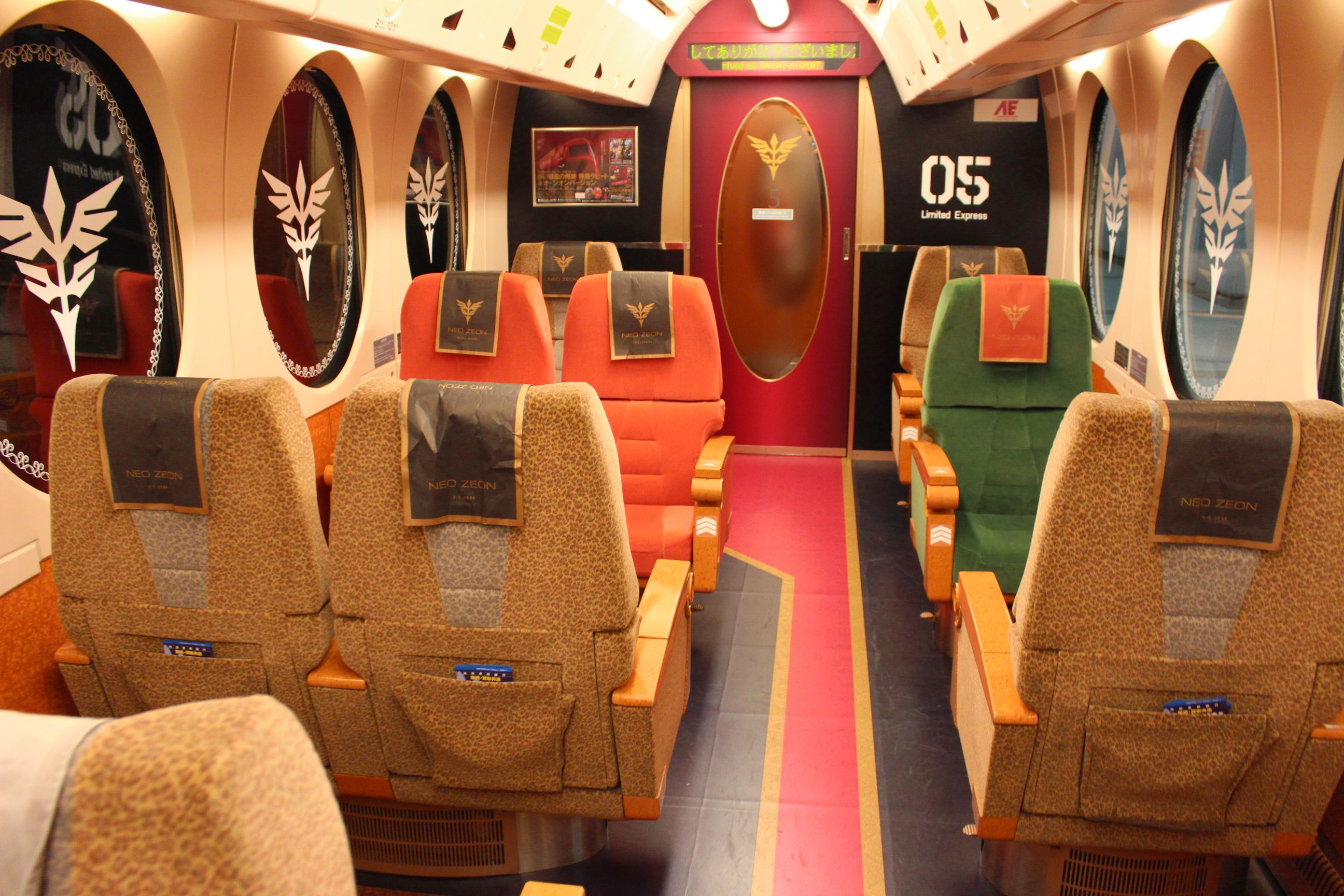
『ガンダムUC』をイメージしたデザインに変更された5号車の車内
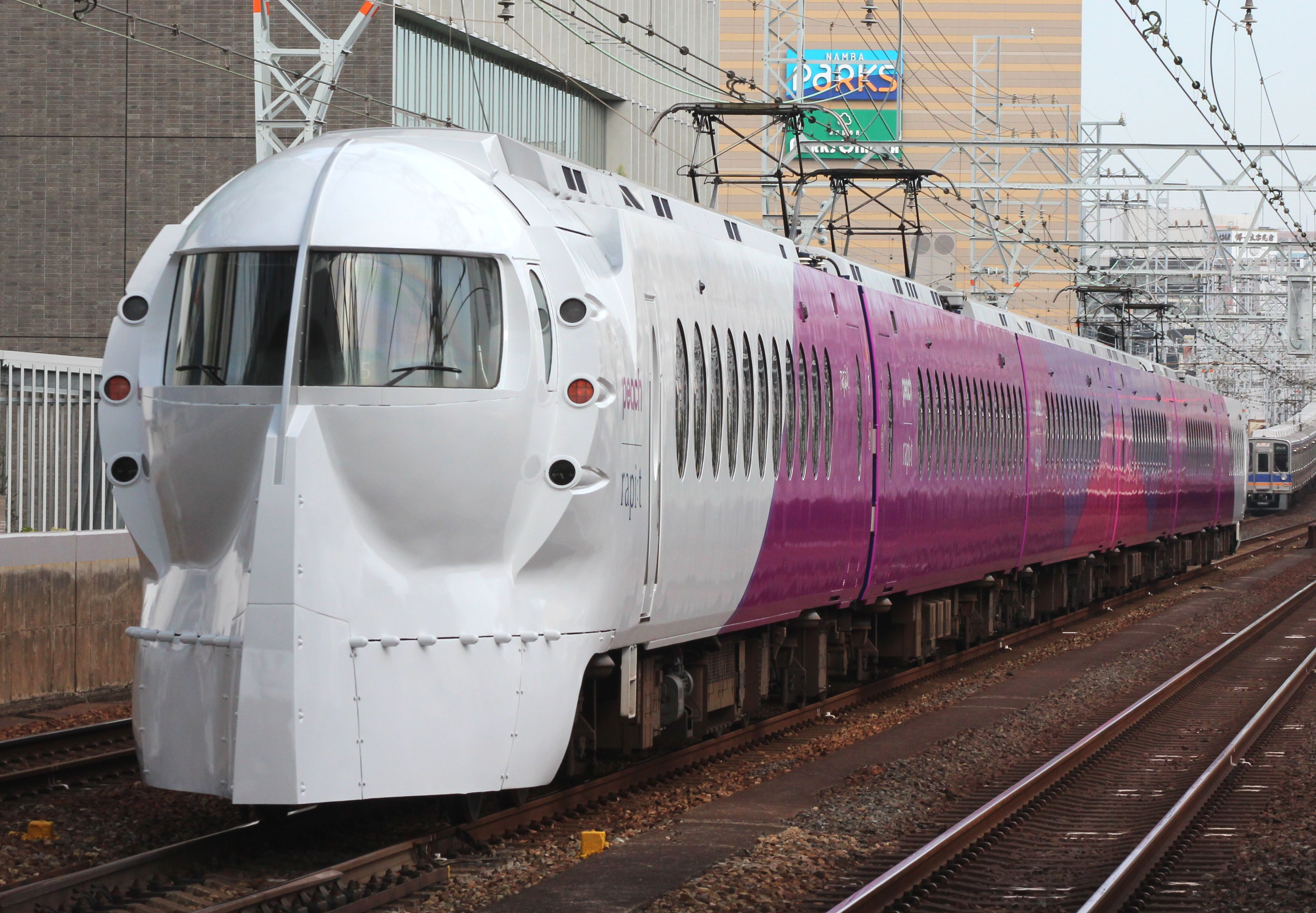
第5編成 ハッピーライナー
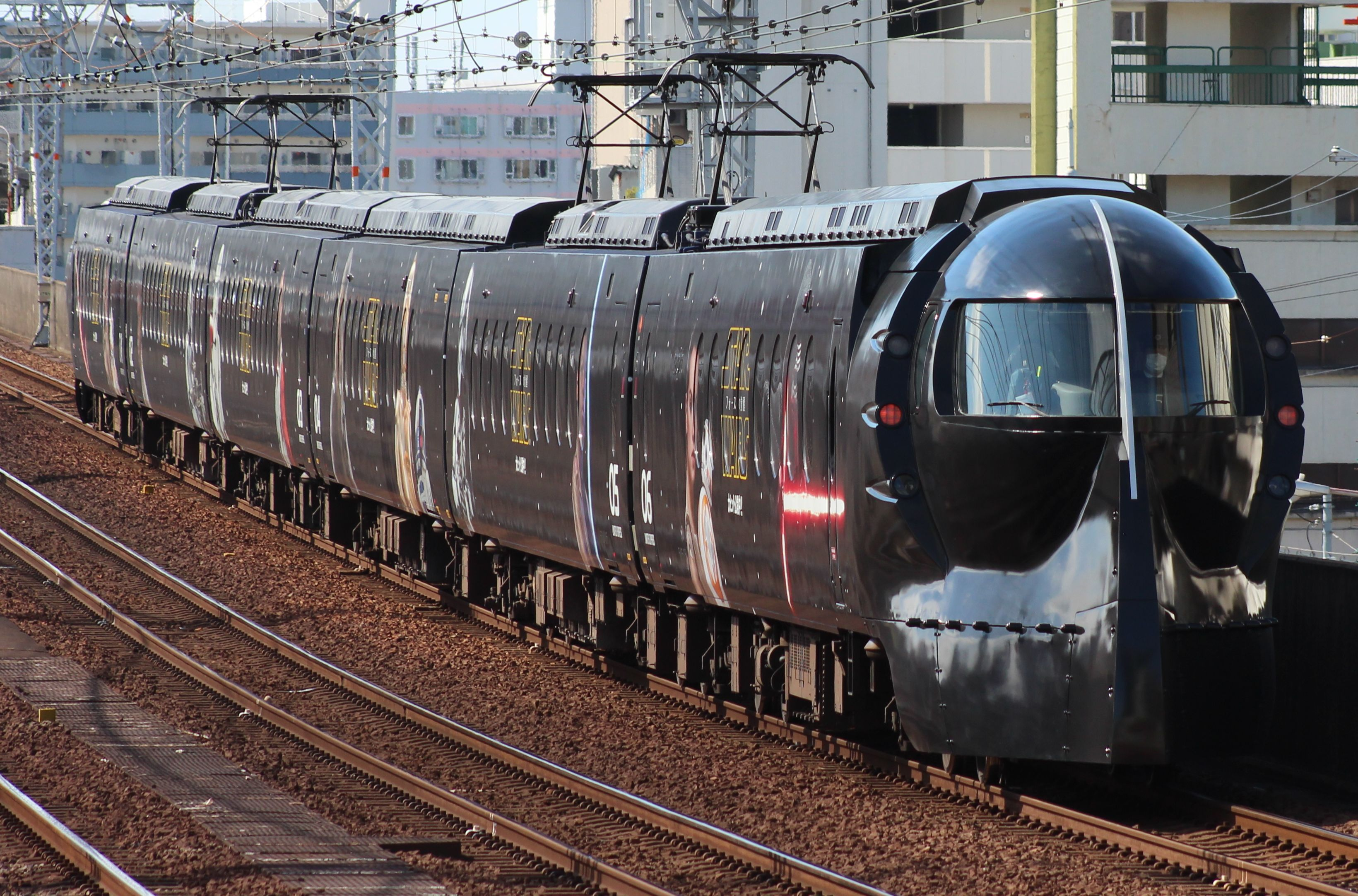
第5編成 「スター・ウォーズ/フォースの覚醒」号

## 運用
営業運転開始以来、特急「ラピート」として運転されている。
イベント時には和歌山市駅やみさき公園駅への乗り入れ実績があるほか、車両検査の際には千代田工場に入場するため高野線を走行する。2015年（平成27年）10月には泉北高速鉄道光明池車庫で行われた「せんぼくトレインフェスタ」に合わせて、泉北高速鉄道線を初走行した。また2020年（令和2年）12月には貸切列車として、高野線の橋本駅まで初めて入線した。
2022年（令和4年）5月、30000系1編成が脱線事故のため運用を離脱し、高野線特急が慢性的な車両不足に陥った。このため同年11月より本系列を特急「泉北ライナー」に起用し、11000系を特急「りんかん」へ捻出することになった。10月26日付で第3編成が小原田検車区に転属、10月31日に試乗会を実施し、翌11月1日より泉北ライナーの平日5往復、土休日6往復に投入された。「泉北ライナー」では、スーパーシート車両であってもレギュラーシートの料金が適用された。
2023年（令和5年）4月末に「こうや」が通常運転に戻された後も、50000系による「泉北ライナー」の運用は継続されていたが、同年9月30日をもって「泉北ライナー」運用を終了した。

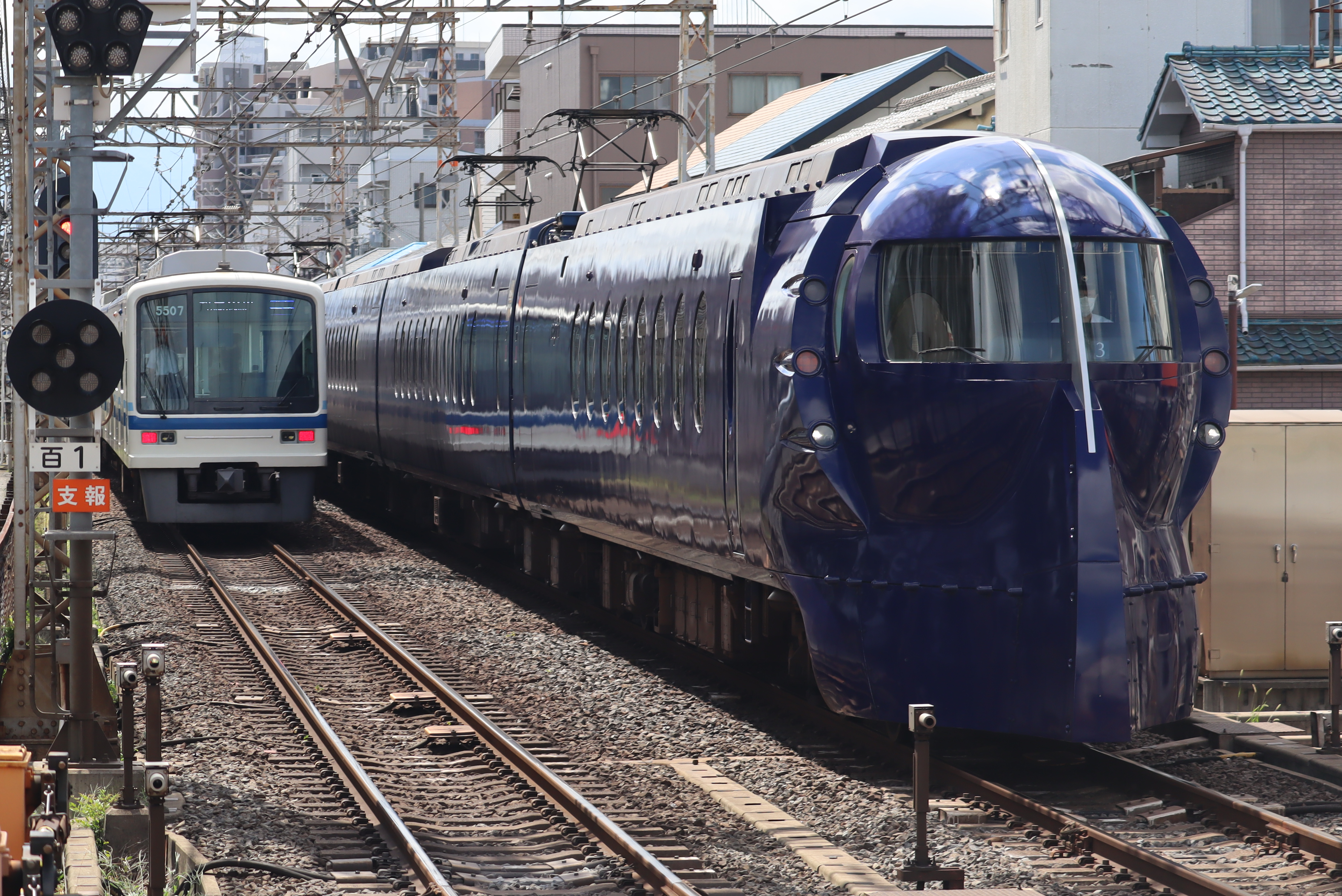
「泉北ライナー」として高野線を走行する50000系
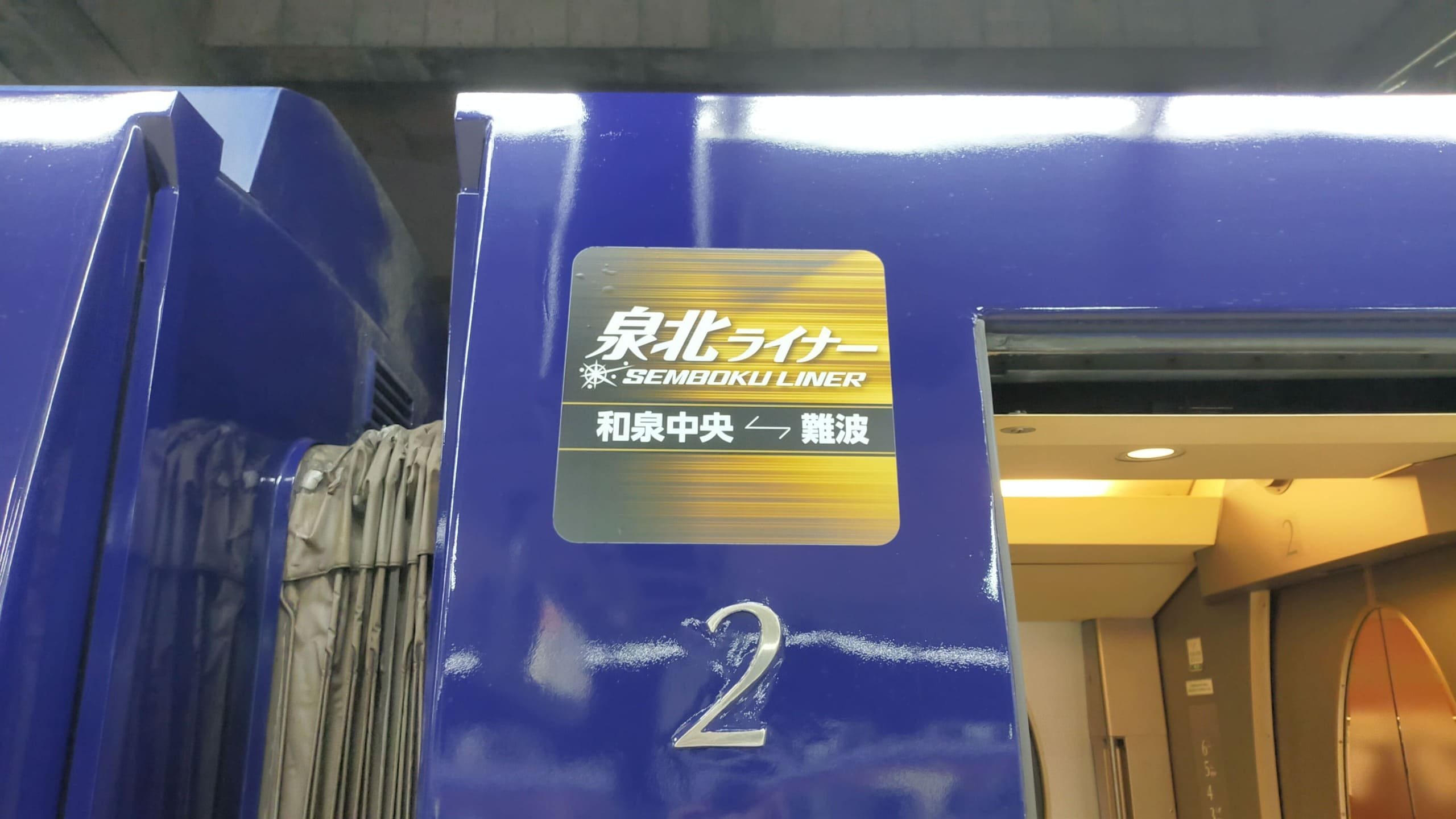
車体に掲出された「泉北ライナー」ステッカー

## 編成表
| ← 難波関西空港 → | ← 難波関西空港 →  | ← 難波関西空港 →   | ← 難波関西空港 →   | ← 難波関西空港 →                              | ← 難波関西空港 →   | ← 難波関西空港 →  | ← 難波関西空港 → | ← 難波関西空港 → | ← 難波関西空港 → |
| 号車             | 6                 | 5                  | 4                  | 3                                             | 2                  | 1                 | 竣工             | 機器更新         | 備考             |
| ---------------- | ----------------- | ------------------ | ------------------ | --------------------------------------------- | ------------------ | ----------------- | ---------------- | ---------------- | ---------------- |
| 形式             | クハ50501 （Tc1） | ◇ モハ50001 （M1） | モハ50101 （M2）   | サハ50601 （T1）                              | ◇ モハ50201 （M3） | クハ50701 （Tc2） | 竣工             | 機器更新         | 備考             |
| 搭載機器         | CP SIV            | CONT               | CONT               |                                               | CONT               | CP SIV            | 竣工             | 機器更新         | 備考             |
| 重量             | 38.0 t            | 37.0 t             | 38.0 t             | 36.5 t                                        | 38.0 t             | 38.4 t            | 竣工             | 機器更新         | 備考             |
| 定員             | 23                | 31                 | 48                 | 46                                            | 60                 | 44                | 竣工             | 機器更新         | 備考             |
| 座席             | スーパーシート    | スーパーシート     | レギュラーシート   | レギュラーシート                              | レギュラーシート   | レギュラーシート  | 竣工             | 機器更新         | 備考             |
| 設備             |                   | トイレ 洗面所      | CAT荷物室 （閉鎖） | トイレ 洗面所 車椅子スペース サービスコーナー |                    |                   | 竣工             | 機器更新         | 備考             |
| 車両番号         | 50501             | 50001              | 50101              | 50601                                         | 50201              | 50701             | 1994/09/04       | 2015/06/08       |                  |
| 車両番号         | 50502             | 50002              | 50102              | 50602                                         | 50202              | 50702             | 1994/09/04       | 2017/08/08       |                  |
| 車両番号         | 50503             | 50003              | 50103              | 50603                                         | 50203              | 50703             | 1994/09/04       | 2016/04/02       |                  |
| 車両番号         | 50504             | 50004              | 50104              | 50604                                         | 50204              | 50704             | 1994/09/04       | 2018/02/05       |                  |
| 車両番号         | 50505             | 50005              | 50105              | 50605                                         | 50205              | 50705             | 1994/09/04       | 2016/09/01       |                  |
| 車両番号         | 50506             | 50006              | 50106              | 50606                                         | 50206              | 50706             | 1994/09/04       | 2017/03/31       |                  |

凡例
- CONT：制御装置
- SIV：静止形インバータ
- CP：空気圧縮機

## その他

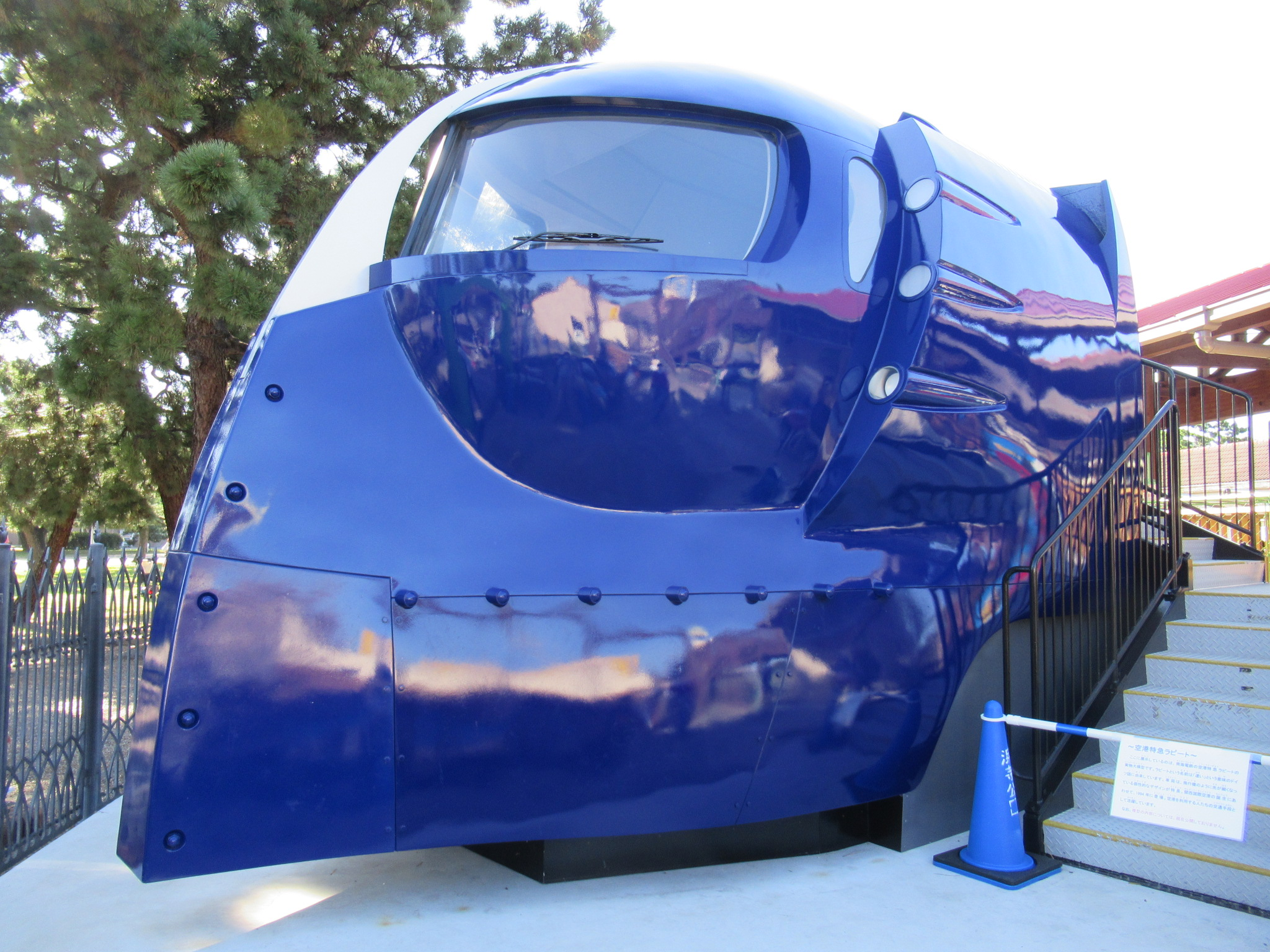
浜寺交通公園のモックアップ

- 車両の奇抜なデザインに対して登場時から賛否両論があり、『レイルマガジン』誌でエッセイを連載していた岡田徹也はこの車両を酷評していた。また鉄道ファン等の間では、この特異な前頭部のデザインから「鉄人28号」の異名で呼ばれている。
- デザインした若林広幸によると、第二次大戦前の大陸横断鉄道や弾丸列車のような力強さを追求した結果、この前頭部のデザインができ[9]、鉄人28号を意識してデザインしたわけではないが、言われてみると妙に納得したともコメントしている[66]。
- 車体のカラーリングは、当時の担当者が1993年（平成5年）当時WRC（世界ラリー選手権）に参戦していたスバル・インプレッサWRX555（GC8型）のメタリックブルーの塗装（スポーツブルー）からヒントを得たという。実際の塗装検討に際し、車両工場の片隅に大井川鐵道への譲渡前提で留置されていた休車中の21000系電車ズームカーの1両に塗装を施して、検討が重ねられた。他のカラーリングの候補としてはかつての南海のイメージカラーであったグリーンとタスマニアブラウンの2種類があった[9]。
- 浜寺公園内の浜寺交通遊園にて、本形式の先頭部モックアップが設置されている。これはかつてみさき公園（2020年〈令和2年〉3月31日閉園）内に併設されていた「わくわく電車らんど」の展示物であり、運転室を模した内部で運転シミュレータを操作することができた。移設後、当面の間は屋外展示のみとなっている[67]。